# 도야 도시키
도야 도시키(일본어: 東家 聡樹, 1997년 4월 20일~)는 일본의 축구 선수이다.

## 구단 경력
그는 2020년 J2리그의 아비스파 후쿠오카에 입단했다. 2021년 J3리그의 FC 이마바리로 임대 이적했다. 2022년 J1리그의 아비스파 후쿠오카로 복귀했다. 2023년 일본 풋볼 리그의 고치 유나이티드 SC로 이적했다. 2024년 일본 풋볼 리그 준우승으로 J3리그로 승격했다.